# José Ungría Jiménez
José Ungría Jiménez (Barcelona, 3 de septiembre de 1890 - San Sebastián, 14 de agosto de 1968) fue un militar español que destacó durante la Guerra civil española al frente de los servicios secretos del Bando sublevado.

## Biografía
Nació en Barcelona el 3 de septiembre de 1890. Cursó estudios de Estado Mayor tanto en la Escuela Superior de Guerra de Madrid como en la École supérieure de guerre de París, donde coincidió con Charles De Gaulle. En la época del desembarco de Alhucemas llegó a actuar como enlace entre el mariscal Philippe Pétain y el general Miguel Primo de Rivera. En 1927 asumió la dirección del Secretariado Español de la Entente Internacional Anticomunista. Al final de la Dictadura de Primo de Rivera aspiró a ser jefe superior de policía de Madrid o incluso director general de Seguridad, pero la proclamación de la Segunda República frustró estas posibilidades.
En julio de 1936, al estallar la guerra civil española se encontraba destinado en el Estado Mayor de la División de Caballería, a las órdenes del general Cristóbal Peña Abuín, refugiándose pronto en la Embajada francesa.
A comienzos de 1937 logró pasar a Francia, y de ahí a la zona sublevada, siendo nombrado jefe del Servicio de Información y Policía Militar (SIPM). El SIPM sustituyó a los distintos servicios secretos en la zona sublevada, unificando bajo la dirección de Ungría todas las redes de espionaje. Desde comienzos de 1938 se encargó de intensificar las actividades de espionaje y desmoralización en la zona republicana. En el Madrid republicano logró construir una importante red de espionaje y de apoyo a través de falangistas y otros agentes de la quinta columna. Después de producirse el Golpe de Casado, Ungría participó en las reuniones con representantes republicanos para acordar la rendición de las fuerzas del Ejército Popular.
Nombrado Jefe del Servicio nacional de Seguridad, en septiembre de 1939 sería sustituido por José Finat. Entre 1953 y 1954 ocupó el mando de la 11.ª División, con base en Madrid. Alcanzó el grado de general de división.

## Condecoraciones
- Cruz de la Orden del Mérito Militar, con distintivo blanco (1943).
- Gran cruz de la Orden de San Hermenegildo (1945).